# Torneo de Parma 2021
El Emilia-Romagna Open 2021 fue un evento de tenis profesional del WTA Tour y el ATP Tour, ambos eventos fueron en la categoría WTA 250 en la rama femenina, ATP 250 en la masculina y se jugó en polvo de ladrillo.  Se trató de la primera edición del torneo y se llevó a cabo en Parma, Italia a partir del 16 al 22 de mayo (mujeres) y del 22 al 29 de mayo (hombres).

## Distribución de puntos
| Modalidad           | Campeona | Finalista | Semifinales | Cuartos de final | 2ª ronda | 1ª ronda | Clasificadas | 2ª ronda de clasificación | 1ª ronda de clasificación |
| Individual femenino | 280      | 180       | 110         | 60               | 30       | 1        | 18           | 12                        | 1                         |
| Dobles femenino     | 280      | 180       | 110         | 60               | 1        | -        | -            | -                         | -                         |

| Modalidad            | Campeón | Finalista | Semifinales | Cuartos de final | 2ª ronda | 1ª ronda | Clasificados | 2ª ronda de clasificación | 1ª ronda de clasificación |
| Individual masculino | 250     | 165       | 100         | 50               | 25       | 0        | 13           | 7                         | 0                         |
| Dobles masculino     | 250     | 150       | 90          | 45               | 20       | 0        | -            | -                         | -                         |

## Cabezas de serie

### Individuales masculino
| Tenista            | Ranking | Preclasificada |
| Lorenzo Sonego     | 28      | 1              |
| Benoît Paire       | 36      | 2              |
| Albert Ramos       | 39      | 3              |
| Jan-Lennard Struff | 42      | 4              |
| Richard Gasquet    | 52      | 5              |
| Tommy Paul         | 53      | 6              |
| Aljaž Bedene       | 55      | 7              |
| Yoshihito Nishioka | 60      | 8              |

- Ranking del 17 de mayo de 2021.[3]

### Dobles masculino
| Tenista                          | Ranking | Preclasificada |
| Sander Gillé Joran Vliegen       | 62      | 1              |
| Raven Klaasen Ben McLachlan      | 67      | 2              |
| Marcus Daniell Philipp Oswald    | 74      | 3              |
| Marcelo Arévalo Matwé Middelkoop | 78      | 4              |

### Individuales femenino
| Tenista          | Ranking | Preclasificada |
| Serena Williams  | 8       | 1              |
| Petra Martić     | 25      | 2              |
| Cori Gauff       | 35      | 3              |
| Daria Kasátkina  | 37      | 4              |
| Amanda Anisimova | 39      | 5              |
| Qiang Wang       | 48      | 6              |
| Sara Sorribes    | 51      | 7              |
| Caroline Garcia  | 56      | 8              |

- Ranking del 10 de mayo de 2021.[4]

### Dobles femenino
| Tenista                         | Ranking | Preclasificada |
| Alexa Guarachi Desirae Krawczyk | 34      | 1              |
| Darija Jurak Andreja Klepač     | 70      | 2              |
| Misaki Doi Su-Wei Hsieh         | 83      | 3              |
| Cori Gauff Caty McNally         | 84      | 4              |

## Campeones

### Individual masculino
Sebastian Korda venció a  Marco Cecchinato por 6-2, 6-4

### Dobles masculino
Cori Gauff venció a  Qiang Wang por 6-1, 6-3

### Individual femenino
Simone Bolelli /  Máximo González vencieron a  Oliver Marach /  Aisam-ul-Haq Qureshi por 6-3, 6-3

### Dobles femenino
Cori Gauff /  Caty McNally vencieron a  Darija Jurak /  Andreja Klepač por 6-3, 6-2